# 十弗駅
十弗駅（とおふつえき）は、北海道中川郡豊頃町十弗宝町にある北海道旅客鉄道（JR北海道）根室本線の駅である。駅番号はK37。電報略号はトフ。事務管理コードは▲110422。

## 歴史
現在の根室本線が当地に開通した当初、駅は設置されておらず、また、十弗地区の中心もコタノロ（現在の池田町境付近）や育素多（いくそた...現在の駅の南方の地名）付近であったが、水害などから当地付近の高台への移住が増加し、当時100名の署名があれば駅を開設できたことから人口が増加している当地に駅が設置されることとなった。駅の敷地は付近住民2名が寄付した。

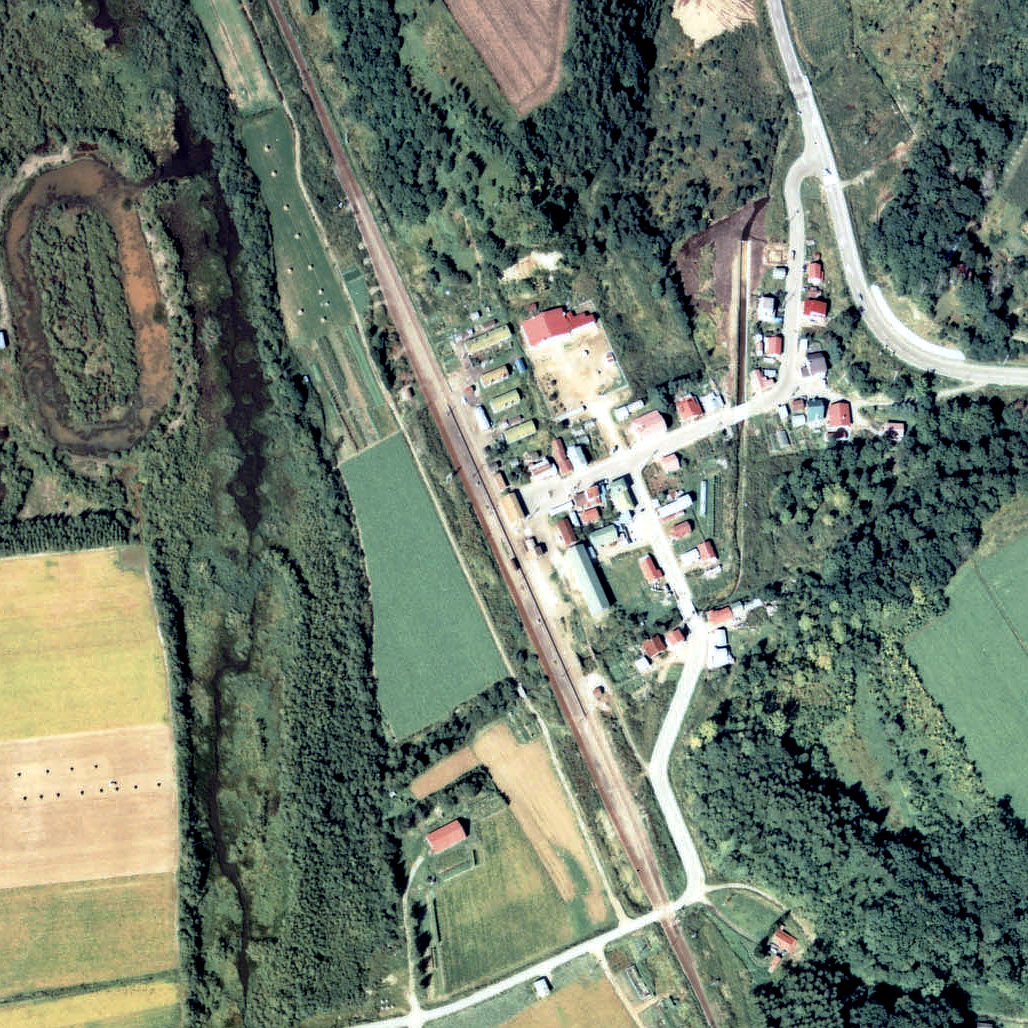
1977年の十弗駅と周囲約500m範囲。下が根室方面。

### 年表
- 1911年（明治44年）12月15日：鉄道院釧路線（のちの根室本線）池田駅 - 豊頃駅間に新設開業（一般駅）[4][5][6]。
- 1971年（昭和46年）
  - 8月1日：根室本線CTC-4型を昭栄信号場 - 新富士駅間に導入[6]。
  - 10月2日：貨物・荷物取扱い廃止[7]。駅員無配置駅となる[8][6]（簡易委託化[9]）。
- 1987年（昭和62年）
  - 3月22日：行き違い設備廃止。
  - 4月1日：国鉄分割民営化により、北海道旅客鉄道（JR北海道）の駅となる[1]。
- 1992年（平成4年）4月1日：簡易委託廃止、完全無人化。
- 1994年（平成6年）4月1日：トイレの維持管理を豊頃町に移管[6]。
- 2000年（平成12年）7月24日：「十弗駅10$メモリアルボード」（後述）建立[10][6]。

### 駅名の由来
地名より。アイヌ語の「トプッ（to-put）」（沼の・口）に由来する。これは現在は池田町内となっている十弗川が十勝川に注ぐ地点（現在は河川改修により利別川と十勝川の合流点が下流に移動したため、利別川に注いでいる）にかつて沼があり、一緒になって十勝川に注いでいた様子から生じた地名であり、その後河口から少し下流の現在駅がある地点に市街ができ、地名も移動した。

## 駅構造
根室方に向かって左手に単式ホーム1面1線と木造駅舎を配する地上駅。池田駅管理の無人駅。かつては島式1面2線であったが、国鉄末期に棒線化された。ホーム上に、列車接近案内がある。

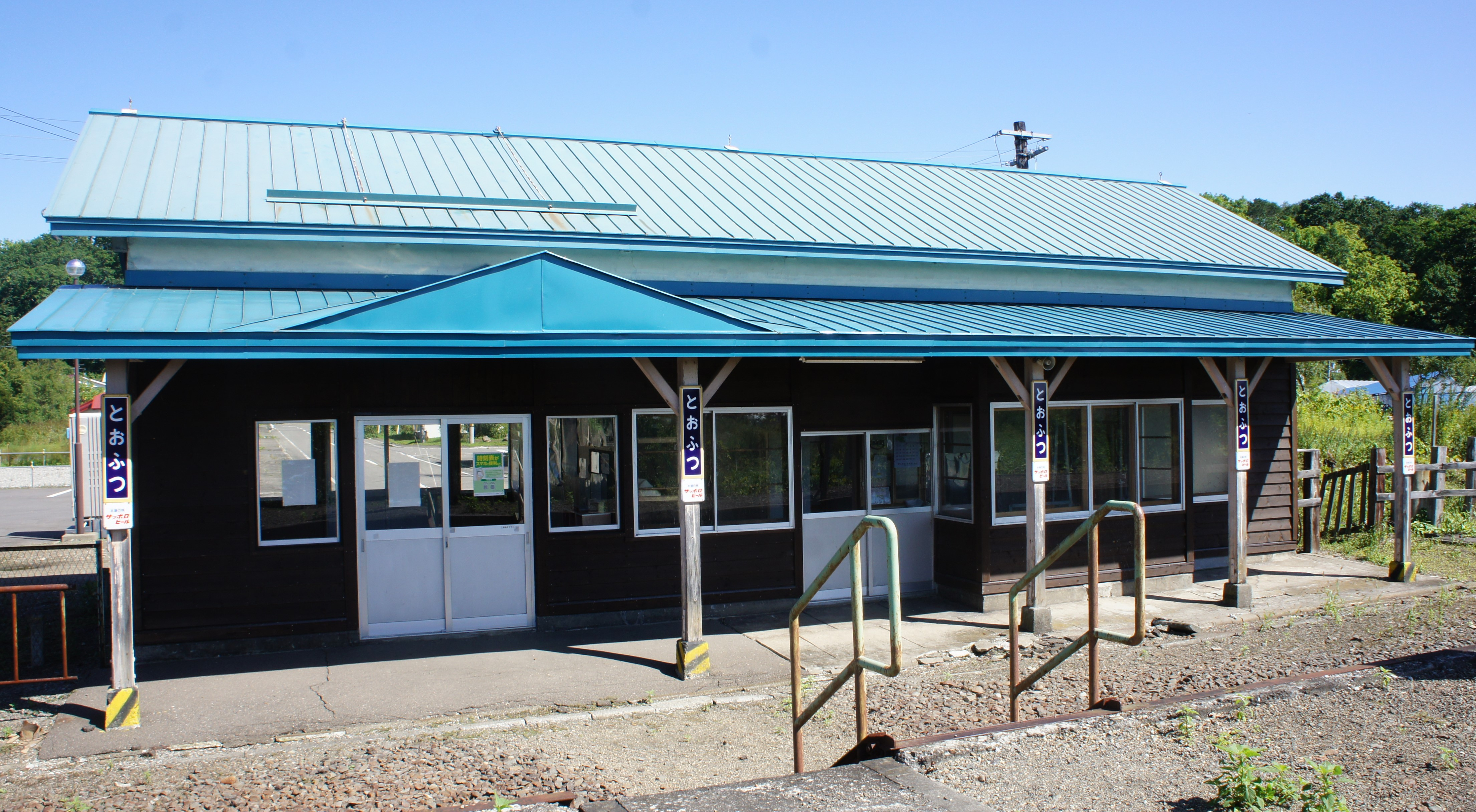
ホーム側から駅舎を望む（2018年9月）
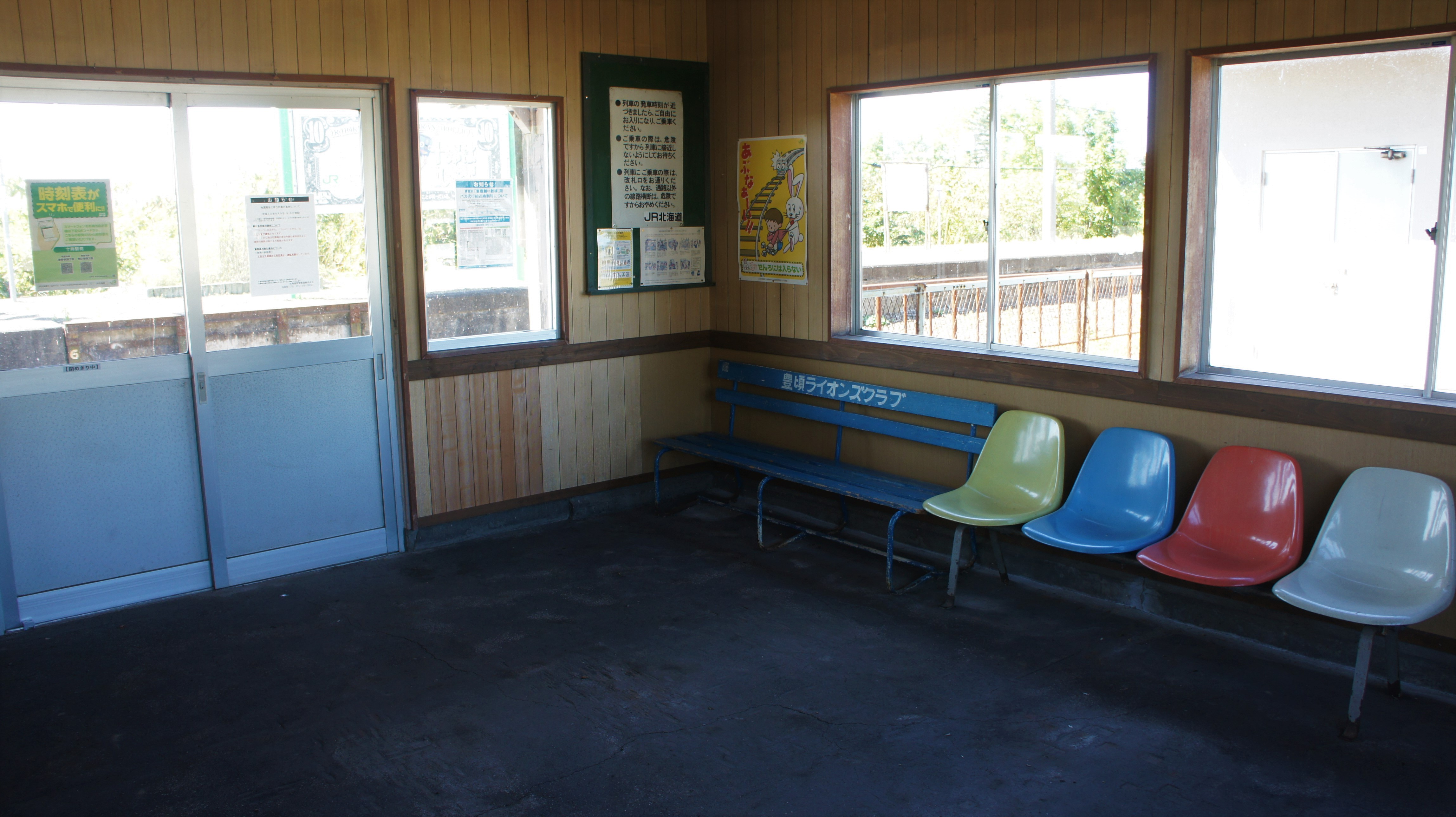
待合室（2018年9月）
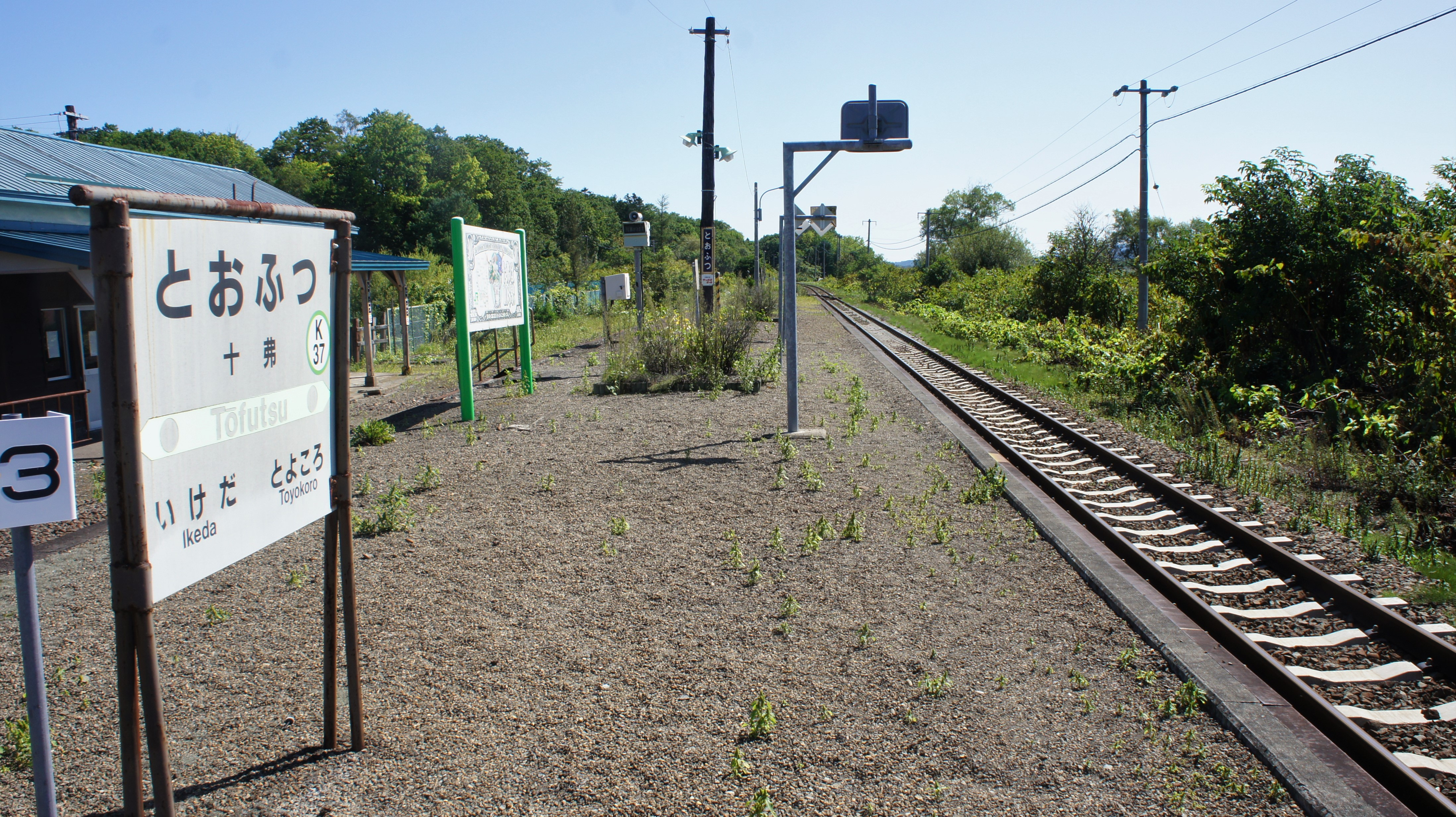
ホーム（2018年9月）
10$メモリアルボード（2004年2月）左側の路線図には現在は既に廃止されているふるさと銀河線が載っている。

## 利用状況
利用状況の推移については以下の通り。年間の値のみ判明している年度の1日平均は日数割で算出した参考値を括弧書きで示す。出典が「乗降人員」となっているものについては1/2とした値を括弧書きで乗車人員の欄に示し、備考欄で元の値を示す。また「JR調査」については、当該の年度を最終年とする過去5年間の各調査日における平均である。
| 年度               | 乗車人員（人） | 乗車人員（人） | 乗車人員（人） | 出典       | 備考                 |
| 年度               | 年間           | 1日平均        | JR調査         | 出典       | 備考                 |
| ------------------ | -------------- | -------------- | -------------- | ---------- | -------------------- |
| 1913年（大正02年） | 5,688          | (15.6)         |                | [ 3 ]      |                      |
| 1918年（大正07年） |                | (36.0)         |                | [ 3 ]      | 1日平均乗降人員72人  |
| 1930年（昭和05年） | 16,803         | (46.0)         |                | [ 3 ]      |                      |
| 1936年（昭和11年） |                | (37.5)         |                | [ 3 ]      | 1日平均乗降人員75人  |
| 1957年（昭和32年） | 57,780         | (158.3)        |                | [ 3 ]      |                      |
| 1964年（昭和39年） |                | (161)          |                | [ 3 ]      | 1日平均乗降人員322人 |
| 1992年（平成04年） |                | (13.0)         |                | [ 9 ]      | 1日平均乗降人員26人  |
| 2011年（平成23年） |                | (2.0)          |                | [ 13 ]     | 1日平均乗降人員4人   |
| 2012年（平成24年） |                | (3.0)          |                | [ 13 ]     | 1日平均乗降人員6人   |
| 2013年（平成25年） |                | (4.0)          |                | [ 13 ]     | 1日平均乗降人員8人   |
| 2014年（平成26年） |                | (2.0)          |                | [ 13 ]     | 1日平均乗降人員4人   |
| 2015年（平成27年） |                |                | 「10名以下」   | [ JR北 1 ] |                      |
| 2018年（平成30年） |                |                | 「3名以下」    | [ JR北 2 ] |                      |
| 2019年（令和元年） |                |                | 「10名以下」   | [ JR北 3 ] |                      |
| 2020年（令和02年） |                |                | 「3名以下」    | [ JR北 4 ] |                      |
| 2021年（令和03年） |                |                | 「10名以下」   | [ JR北 5 ] |                      |
| 2022年（令和04年） |                |                | 「10名以下」   | [ JR北 6 ] |                      |

## 駅周辺
北海道道73号と北海道道882号に挟まれた場所に位置する。
- 十弗簡易郵便局
- 旧利別川
- トオフツ沢川
- 旧礼文内小学校

## 隣の駅
北海道旅客鉄道（JR北海道）
■根室本線
池田駅 (K36) - （昭栄信号場） - 十弗駅 (K37) - 豊頃駅 (K38)

### JR北海道
1. ↑  “極端にご利用の少ない駅（3月26日現在）” (PDF). 平成28年度事業運営の最重点事項.   北海道旅客鉄道. p. 6 (2016年3月28日). 2018年2月18日閲覧。
2. ↑  “駅別乗車人員” (PDF). 全線区のご利用状況（地域交通を持続的に維持するために）.   北海道旅客鉄道. 2020年1月20日時点のオリジナルよりアーカイブ。2020年1月20日閲覧。
3. ↑  “駅別乗車人員” (PDF). 地域交通を持続的に維持するために > 全線区のご利用状況.   北海道旅客鉄道 (2020年10月30日). 2020年11月2日時点のオリジナルよりアーカイブ。2020年11月7日閲覧。
4. ↑  “駅別乗車人員” (PDF). 地域交通を持続的に維持するために > 全線区のご利用状況.   北海道旅客鉄道 (2021年9月30日). 2022年1月1日時点のオリジナルよりアーカイブ。2022年1月1日閲覧。
5. ↑  “駅別乗車人員” (PDF). 地域交通を持続的に維持するために > 全線区のご利用状況.   北海道旅客鉄道. 2022年10月9日時点のオリジナルよりアーカイブ。2022年10月9日閲覧。
6. ↑  “駅別乗車人員” (PDF). 地域交通を持続的に維持するために > 全線区のご利用状況.   北海道旅客鉄道 (2023年). 2023年9月26日時点のオリジナルよりアーカイブ。2023年9月26日閲覧。